# یاقوت‌های کبود (فیلم)
یاقوت‌های کبود (به انگلیسی: The Sapphires) یک فیلم کمدی استرالیایی است به کارگردانی وین بلر که در سال ۲۰۱۲ اکران شده‌است.
این فیلم برداشت سینمایی از یک نمایشنامه با همین نام، نوشته تونی بیگز در سال ۲۰۰۵ است که اولین نمایش آن در جشنواره فیلم کن در ماه مه ۲۰۱۲ بود و در ماه اوت ۲۰۱۲ در استرالیا به روی پرده رفت.
این فیلم براساس واقعیت ساخته شده و داستان تشکیل یک گروه موسیقی استرالیایی به همین نام را روایت می‌کند. گروهی که توسط یک آهنگساز ایرلندی سبک «سول»، به نام دِیو تشکیل شد و در سال‌های ۶۰ میلادی، برای سربازان جنگ ویتنام برنامه اجرا می‌کردند.